# Arycanda tenuisignata
Arycanda tenuisignata là một loài bướm đêm trong họ Geometridae.